# Биста Исидоре Секулић у Сомбору
Биста Исидоре Секулић постављена 2000. године налази се у Сомбору у спомен-парку Педагошког факултета.

## Положај и изглед
Испред улаза у зграду Педагошког (некада Учитељског) факултета у Сомбору, у спомен-парку, налази се спомен-биста подигнута српској књижевници Исидори Секулић, и најславнијој ученици ове школе. Поред бронзане бисте књижевнице Исидоре Секулић, у спомен-парку се налази и вајарска стојећа фигира у бронзи песника Јувана Дучића.
Спомен-бисту је открио 8. јула 2000. године Мирослав Јосић Вишњић, истакнути књижевник и ученик сомборске Учитељске школе. Тадашњи декан факултета је био Јанош Пинтер, а сценарио и режију за свечаност обележавања написала је професор Учитељског факултета Јелена Косановић.
Биста је реплика подигнуте у Новом Саду. Дело је београдске вајарке Дринке Радовановић.
На стубном постољу споменика од ружичастог камена, уклесано је:
Исидора Секулић, песникиња

## Исидора Секулић и Сомбор
Исидора Секулић (18. фебруар 1977, Мошорин код Титела – 5. април 1958, Београд) истакнута књижевница, похађала је Девојачку школу Српске препарандије у Сомбору школске 1893/94. године.